# 3286 Anatoliya
3286 Anatoliya eller 1980 BV är en asteroid i huvudbältet som upptäcktes den 23 januari 1980 av den rysk-sovjetiska astronomen Ljudmila Karatjkina vid Krims astrofysiska observatorium på Krim. Den har fått sitt namn efter upptäckarens svåger, Anatolij Karatjkin.
Asteroiden har en diameter på ungefär åtta kilometer och den tillhör asteroidgruppen Eunomia.